# 大西靖
大西靖（おおにし やすし、1961年10月17日 - ）は、日本の財務官僚。中国財務局長、神戸税関長などを務めた。

## 来歴
愛媛県出身。愛媛県立松山東高等学校、東京大学経済学部卒業。1985年 大蔵省入省（証券局総務課）。カリフォルニア大学ロサンゼルス校大学院留学。1991年7月10日 大牟田税務署長。1993年 世界銀行出向、2011年7月 東京税関総務部長。2012年8月1日 財務総合政策研究所研究部長兼財務総合政策研究所総務室。2013年6月 大臣官房付派遣職員（米州開発銀行）。2016年6月16日 株式会社日本政策金融公庫取締役。2018年6月22日 大臣官房付。同年7月27日：中国財務局長兼財務総合政策研究所中国研修支所長。2019年7月13日 神戸税関長。2020年7月19日 大臣官房付。同年7月20日 退官。同年8月1日 米州開発銀行顧問。2000年から2004年にかけての在中国日本大使館勤務の経験をもとに、「中国における経済政策決定メカニズム」(2005年、金融財政事情研究会)の著作がある。

## 略歴
- 1985年4月：大蔵省入省（証券局総務課）[3]。
- 1990年7月：関税局国際調査課総括係長[5]。
- 1991年7月10日：大牟田税務署長[5]。
- 1996年7月：関税局国際調査課長補佐（総括）[1]。
- 1998年7月：大臣官房調査企画課長補佐（調整） 兼 財政金融研究所研究部[1]。
- 1999年7月：国際局調査課長補佐（総括・企画・調査一）[1]。
- 2000年7月：外務省在中国日本大使館参事官。
- 2004年7月：財務省大臣官房文書課政策評価室長。
- 2005年7月：大臣官房企画官 兼 主税局参事官付。
- 2007年7月：国際局開発機関課開発企画官 兼 国際局地域協力課地域協力企画官。
- 2008年7月：国際局調査課長。
- 2009年7月14日：大臣官房付 兼 内閣官房内閣参事官（内閣官房副長官補付）。
- 2011年7月：東京税関総務部長。
- 2012年8月1日：財務総合政策研究所研究部長 兼 財務総合政策研究所総務室。
- 2013年6月：大臣官房付派遣職員（米州開発銀行）。
- 2016年6月16日：株式会社日本政策金融公庫取締役。
- 2018年6月22日：大臣官房付。
- 2018年7月27日：中国財務局長 兼 財務総合政策研究所中国研修支所長。
- 2019年7月13日：神戸税関長。
- 2020年7月19日：大臣官房付。
- 2020年7月20日：退官。
- 2020年8月1日：米州開発銀行顧問。